# جام اتحادیه بریتانیا
جام اتحادیه بریتانیا یک رقابت فوتبالی بود که در آوریل ۱۹۰۲ برای جمع‌آوری پول برای فاجعه ورزشگاه آیبروکس، که در آن ۲۵  نفر در یک مسابقه بین‌المللی بین اسکاتلند و انگلیس در آغاز همان ماه کشته و ۵۱۷ نفر زخمی شدند، راه‌اندازی شد. چهار باشگاهی که در این رقابت‌ها شرکت کردند، برنده و نایب قهرمان لیگ‌های فوتبال اسکاتلند و انگلیس بودند. این تورنمنت شباهت زیادی به تورنمنت‌های جام نمایشگاه امپراتوری، جام تاجگذاری و جام انگلیس-اسکاتلند بود. این تورنمنت به نوعی دنباله مسابقات قهرمانی فوتبال جهان قدیمی بین باشگاه‌های برتر انگلیس و اسکاتلند شد، زیرا فوتبال در جهان گسترده‌تر شد و مسابقات باشگاهی انگلیس و اسکاتلند دیگر نمی‌توانست به عنوان مسابقات قهرمانی جهان در نظر گرفته شود.

## خلاصه
این رقابت در گلاسگو برگزار شد، به غیر از یک نیمه نهایی بین اورتون و رنجرز که در گودیسون پارک در لیورپول برگزار شد، بازی تکراری آن در سلتیک پارک جایی که سلتیک همچنین با ساندرلند بازی کرده بود، برگزار شد. فینال مسابقات در کاتکین پارک بازی شد، که تیم سلتیک مقابل رنجرز در وقت اضافه، با نتیجه ۳-۲ به پیروزی رسید، با گل پیروزی به قدری دیر که بسیاری از روزنامه‌ها گزارش دادند که نتیجه بازی، تساوی ۲-۲ بود. این رویداد نزدیک به تاریخ الحاق پادشاه ادوارد هفتم برگزار شد و به دلیل دامنه گسترده آن در بریتانیا در برخی منابع به عنوان "جام تاج‌گذاری" نیز نامیده شد. فینال شش هفته پس از نیمه نهایی با این هدف برگزار شد که تا حد امکان نزدیک به مراسم تاج‌گذاری برگزار شود، اما این امر تا اوت پس از بیمار شدن ادوارد به تعویق افتاد.
این جام برای اولین بار توسط رنجرز در سال قبل به عنوان جام بین‌المللی نمایشگاه گلاسگو کسب شده بود. علیرغم اینکه کتیبه آن همچنان روی آن نوشته شده است "به رنجرز اهدا شد." پس از پیروزی سلتیک در رقابت های جام اتحادیه بریتانیا، آنها جام را برای همیشه حفظ کردند.

## شرکت کنندگان
| تیم      | نحوه صعود                                 |
| -------- | ----------------------------------------- |
| رنجرز    | قهرمان لیگ دسته اول اسکاتلند ۰۲–۱۹۰۱      |
| سلتیک    | نایب قهرمان لیگ دسته اول اسکاتلند ۰۲–۱۹۰۱ |
| ساندرلند | قهرمان لیگ فوتبال ۰۲–۱۹۰۱                 |
| اورتون   | نایب قهرمان لیگ فوتبال ۰۲–۱۹۰۱            |

## نتایج

### نیمه نهایی
| سلتیک                                 | ۵ – ۱ | ساندرلند        |
| ------------------------------------- | ----- | --------------- |
| مک‌ماهون · مارشال ۱۰' · کمپل · مک‌درموت | گزارش | فرگوسن (پنالتی) |

| اورتون | ۱ – ۱ | رنجرز    |
| ------ | ----- | -------- |
| یانگ   |       | هامیلتون |

#### بازی دوباره
| رنجرز                    | ۳ – ۲ | اورتون      |
| ------------------------ | ----- | ----------- |
| اسپیدی · هامیلتون · واکر | گزارش | دیلی · بریل |

### فینال
| سلتیک      | ۳–۲ (و.ا.) | رنجرز             |
| ---------- | ---------- | ----------------- |
| جیمی کویین | گزارش      | هامیلتون · اسپیدی |

| سلتیک: |  |               |
|        |  |               |
| GK     |  | اندرو مک‌فرسون |
| RB     |  | هوگ واتسون    |
| LB     |  | بارنی باتلز   |
| RH     |  | ویلی لونی     |
| CH     |  | هنری مارشال   |
| LH     |  | ویلی اور      |
| OR     |  | الک کرافورد   |
| IR     |  | جان کمپل      |
| CF     |  | جیمی کویین    |
| IL     |  | تامی مک‌درموت  |
| OL     |  | دیوی هامیلتون |

| رنجرز: |  |                |
|        |  |                |
| GK     |  | متیو دیکی      |
| RB     |  | نیکول اسمیت    |
| LB     |  | دیوی کرافورد   |
| RH     |  | نیلی گیبسون    |
| CH     |  | جیمز استارک    |
| LH     |  | جان رابرتسون   |
| OR     |  | ویلی لنی       |
| IR     |  | جان واکر       |
| CF     |  | رابرت هامیلتون |
| IL     |  | فینلای اسپیدی  |
| OL     |  | الکس اسمیت     |

## تورنمنت نمایشی
یک «مسابقه نمایشی رنجرز» برای جمع‌آوری سرمایه در شروع فصل بعد وجود داشت، که طی چند هفته در استادیوم‌های مختلف برگزار شد، و با حضور کم گزارش شد. سلتیک همچنین برنده آن رقابت شدبعد از پیروزی ۷-۲ مقابل رنجرز در یک چهارم نهایی، در فینال در ورزشگاه آیبروکس، مورتون را ۴–۲ شکست داد.

## کاربردهای دیگر نام
در قرن بیست و یکم، پیشنهاداتی (عمدتاً از اسکاتلند، اگرچه برخی تماس‌های مدیران انگلیسی) مبنی بر اینکه می‌توان یک «جام لیگ بریتانیا» با ادغام جام اتحادیه باشگاه‌های انگلیس و جام اتحادیه اسکاتلند را به دلیل درک هر دو انجام داد، ارائه شد. جذابیت رقابت‌ها تحت قالب‌های فعلی‌شان کاهش می‌یابد و از سال ۲۰۲۰ چنین تغییراتی اعمال نشده است.

## حاج مشتی خان کربلایی سلطان شاه انیل
مسابقات قهرمانی فوتبال جهان
جام نمایشگاه امپراتوری
جام تاج‌گذاری
جام دوستی انگلستان-فرانسه-اسکاتلند
جام تکزاکو